# Un hombre lobo americano en Londres
Un hombre lobo americano en Londres (An American Werewolf in London según su título original en inglés) es una película británico-estadounidense de terror con elementos cómicos, a su vez con humor negro. Estrenada por primera vez en 1981, fue dirigida por John Landis y protagonizada por David Naughton, Griffin Dunne y Jenny Agutter y ganó un Óscar en 1982 al Mejor maquillaje, premio concedido a Rick Baker por su trabajo en las escenas de transformación de hombre en lobo. Con el tiempo, se ha ido convirtiendo en una película de culto.

## Argumento
La historia presenta a dos estudiantes universitarios de Nueva York, David y Jack, que deciden hacer un recorrido por las ciudades más importantes de Europa, como París, Roma y Berlín entre otras. Mientras viajan de noche a pie por la campiña inglesa hacia Londres en su camino a Italia, un camionero los acerca hasta un pueblo llamado East Proctor para que busquen un lugar donde pasar la noche, así llegan al bar El cordero degollado. 
Una vez dentro observan con curiosidad una estrella de cinco puntas dibujada en la pared sobre un altar, pero al preguntar qué función cumple, todos los clientes cesan su conversación. Uno de los parroquianos, molesto con ellos, los echa del lugar ante las protestas de la propietaria por la seguridad de los muchachos. Cuando se aprontan para marchar, les advierten que continúen por la carretera, sin adentrarse en los páramos y cuidándose de la luna llena. Después que de que parten, los parroquianos se dividen entre los que reprochan poner en peligro a los americanos y quienes prefieren que mueran para que nadie se entere de lo que allí sucede. Muy a su pesar, los jóvenes terminan perdiendo el rumbo. Sorpresivamente son atacados por una gran sombra con forma animal; Jack muere durante el ataque pero David logra ser rescatado a tiempo con algunas heridas por la gente de El cordero degollado, quienes logran matar a la bestia atacante. Esta se muestra mientras agoniza, transformándose en un hombre.
David despierta tres semanas después en un hospital de Londres, donde le informan sobre la muerte de su amigo. Según la versión oficial, fueron atacados por un prófugo loco, aunque David insiste en que fue un lobo o perro rabioso. Su versión es desacreditada como la de un testigo en shock ya que de ser verdad implicaría que la policía de East Proctor encubre el hecho. David comienza a tener pesadillas relacionadas con él comportándose como un animal o siendo atacado por monstruos. Una mañana Jack aparece ante David como un no muerto con aspecto de cadáver. Este le explica que fueron atacados por un hombre lobo y que, por haber sobrevivido al ataque, David ahora es ahora un licántropo mientras que él un no-muerto condenado a existir eternamente atormentado en el limbo, hasta que el último vestigio de la línea de sangre del monstruo que lo maldijo sea eliminada. De este modo, David sería el último hombre lobo ya que habría heredado la maldición de su asesino. Jack le pide a su amigo que se suicide para acabar con la maldición del hombre lobo y evitar que más inocentes se conviertan en eventuales víctimas. Sin embargo, David prefiere creer que es solo una alucinación y rechaza todo lo que este le dice.
Tras abandonar el hospital, David se muda con la enfermera Alex Price, de la que se ha enamorado mientras le cuidaba. Nuevamente Jack lo visita y reitera su advertencia la víspera de la luna llena, pero una vez más su amigo se niega a prestarle atención. David se encuentra solo en el apartamento cuando vuelve a aparecer la luna llena y, como advirtió Jack, se convierte dolorosamente en un hombre lobo. En su nueva forma recorre las calles de Londres y termina asesinando a varias personas. Cuando se despierta por la mañana, aparece desnudo en la jaula de los lobos del jardín zoológico, ignorando totalmente lo que ocurrió la noche anterior.
David se acaba dando cuenta que Jack tenía razón sobre los hombres lobo y que es el responsable de los asesinatos de la noche pasada. Jack vuelve a aparecer como un fantasma mientras David esta en el cine, en esta ocasión acompañado por aquellos que fueron sus víctimas, pidiéndole otra vez que se suicide antes que vuelva a convertirse en un hombre lobo. David no cumple la petición, vuelve a transformarse y comienza otra serie de asesinatos está vez en Piccadilly Circus comenzando con los espectadores del cine y después con el inspector Villers (a quién decapitó después de salir bruscamente del cine) este comienza a matar a muchos transeúntes y personas causando al mismo tiempo un choque automovilístico.
Esta vez la policía lo persigue y logra arrinconarlo en un callejón. También llega Alex que trata de calmarlo diciéndole que lo ama. Aunque por un momento se muestra manso, de inmediato pierde el control y salta sobre la muchacha, por lo que la policía le dispara y, mientras muere, recupera su aspecto humano.

## Reparto
- David Naughton como David Kessler.
- Jenny Agutter como Alex Price.
- Griffin Dunne como Jack Goodman.
- John Woodvine como Dr. J.S. Hirsch
- Lila Kaye como Propietaria del bar.
- Frank Oz como el Señor Collins.
- David Schofield como jugador de dardos.
- Brian Glover como jugador de ajedrez n°1.
- Rik Mayall como jugador de ajedrez n°2.
- Paddy Ryan como el hombre lobo inglés.
- Michael Carter como Gerald Bringsley.
- Sydney Bromley como Alf.
- Alan Ford como el taxista.
- Christine Hargreaves como la Boletera.
- Linzi Drew como Brenda Bristols.
- John Landis como hombre arrollado (sin creditar).
- Vic Armstrong como chofer del bus.

## Historia del guion
John Landis tuvo la idea para la historia mientras trabajaba en Yugoslavia como asistente de producción para la película Kelly's Heroes. Un miembro yugoslavo de la producción y él se encontraban viajando cuando se cruzaron con un grupo de gitanos. Estos parecían estar realizando un ritual durante el entierro de una persona para evitar que ésta "se levantara de su tumba". Esto hizo que Landis se diera cuenta que nunca sería capaz de confrontar a un zombi y le dio la idea para una película en la que un hombre de su misma edad pasa por una situación similar.
Landis escribió un primer borrador de An American Werewolf in London en 1969. Dos años más tarde escribió, dirigió y protagonizó su primera película, Schlock, que derivaría en película de culto. Landis adquirió prestigio gracias al éxito de sus películas cómicas The Kentucky Fried Movie, National Lampoon's Animal House y The Blues Brothers lo que le permitió conseguir una inversión de 10 millones de dólares para esta película. Los inversores consideraron que el guion cinematográfico que presentó Landis era demasiado terrorífico para ser una comedia y demasiado cómico para ser una película de terror.

## Efectos de maquillaje
Las diferentes prótesis y partes robóticas creadas por Rick Baker y usadas durante las escenas de trasformación en hombre lobo y las apariciones del personaje Jack como un cadáver en creciente descomposición impresionaron tanto a la Academia de las Artes y las Ciencias Cinematográficas de Hollywood que decidió crear el premio Óscar al mejor maquillaje específicamente para la película. Desde la entrega de premios de 1981 ésta se convirtió en una categoría presente todos los años.

## Localizaciones
Las escenas iniciales en los páramos fueron rodadas cerca de Hay Bluff, una montaña que se extiende a lo largo de Welsh Marches en el Parque nacional de Brecon Beacons. Las escenas fueron hechas en el lado de Welsh de Hay Bluff, aproximadamente cuatro millas al sur del pueblo de Hay-on-Wye, en Powys. La escena donde David y Jack bajan del camión es cerca del círculo de piedra, el mismo lugar donde el Dr Hirsch observa la señal indicando el camino a East Proctor. El mismo camino se usa en la escena donde los protagonistas conversan sobre Debbie Klein.
East Proctor es un pequeño pueblo diez millas al oeste de Hay Bluff llamado Crickadarn. Se lo puede ver en la escena en que los protagonistas bajan la colina para dirigirse allí. El exterior de La oveja degollada era una casa privada en Crickadarn redecorada para parecer un bar. La estatua del Angel de la Muerte que se encuentra en el pueblo fue creada especialmente para la película. La iglesia que se encuentra al lado todavía es frecuentada, aunque los pisos superiores no se han conservado.
El interior de La oveja degollada fue rodado en un pub llamado The Black Swan —El cisne negro, en idioma inglés - en Effingham, cerca de Leatherhead, Surrey. Se agregó una pared falsa para que el lugar pareciera más pequeño.
El apartamento de Alex se encuentra en Coleherne Road, a la salida de Redcliffe Square cerca de Earls Court.
El ataque en la estación de metro fue filmada en la estación Tottenham Court Road del metro de Londres.
La escena en la jaula de los lobos fue filmada en el Zoológico de Londres.
La escena final en el callejón fue filmada en Clink Street, Londres. Hoy el lugar resulta irreconocible debido a las remodelaciones que ha habido en el área.

## Música
Todas las canciones en la película hacen alguna forma de referencia a la luna. Una versión lenta de Blue Moon interpretada por Bobby Vinton se puede escuchar durante la presentación. 
«Moondance», de Van Morrison, se usa cuando Alex y David hacen el amor por primera vez. Cuando David está por convertirse en hombre lobo se escucha Bad Moon Rising de Creedence Clearwater Revival. Durante la agonía de la transformación se puede escuchar una versión más cercana a una balada de Blue Moon, interpretada por Sam Cooke y una versión doo wop de la misma interpretada por The Marcels en los créditos del final. Landis no pudo conseguir el permiso para utilizar Moonshadow de Cat Stevens ni de Moonshiner de Bob Dylan; ambos artistas consideraron la película inapropiada para ser asociada a sus canciones. En los comentarios incluidos en la versión en DVD David Naughton y Griffin Dunne comentan que desconocen las razones por las que Landis no pudo obtener permiso para utilizar Werewolves of London de Warren Zevon, una canción que hubiera resultado muy apropiada para la película.

## Secuelas
En 1997 se estrenó Un hombre lobo americano en París que incluía un reparto de personajes totalmente diferente a su antecesor y sin dejar en claro si en su historia existía alguna conexión con los eventos del primer film.

## Adaptaciones para radio
Una adaptación para radio fue transmitida por BBC Radio 1 en 1997, escrita y dirigida por Dirk Maggs. Jenny Agutter, Brian Glover y John Woodvine repitieron sus papeles de la enferma Alex Price, el jugador de ajedrez y ahora también agente de policía de East Proctor George Hackett y el doctor Hirsch respectivamente. Los papeles de David y Jack fueron interpretados por Eric Meyers y William Dufris. El guion de Dirk Maggs incluyó en la historia que algunos de los habitantes de East Proctor son inmigrantes de Europa del este y que trajeron con ellos la licantropía. También se revela que el hombre lobo que ataca a los protagonistas es Hackett, que había escapado de un asilo donde estaba internado bajo el nombre Larry Talbot (que es el mismo nombre del protagonista de The Wolf Man).